# Ernst Dietrich Marschall
Ernst Dietrich Marschall, seit 1760 Graf Marschall (* 31. Oktober 1692 in Burgholzhausen; † 31. August 1771 in Altenburg) war ein kaiserlicher General und Gouverneur von Luxemburg.

## Leben
Er entstammte dem thüringischen Adelsgeschlecht der Marschälle, speziell der Linie Burgholzhausen und war der Sohn des Erbmarschalls in Thüringen, Georg Caspar Marschall, und der Elisabeth(a) geb. von Werthern. Seine Taufe erfolgte am 4. November 1692 in der evangelischen Kirche in Burgholzhausen. Wolf Friedrich Marschall war sein älterer Bruder, der 1724 das väterliche Gut Burgholzhausen übernahm, während Ernst Dietrich Marschall das Gut Pauscha erhielt.
Er trat 1709 als Fähnrich in die Armee des Kurfürsten von Sachsen ein.
Mit dieser machte er während des spanischen Erbfolgekrieges den Feldzug in den Niederlanden unter dem Oberkommando von Marlborough mit. Während der Belagerung von Aire wurde er 1710 zum Leutnant befördert. Fünf Jahre später wurde er bei der Belagerung von Stralsund Oberleutnant. An den Feldzügen in Polen und Ungarn im Jahr 1716 nahm er als Adjutant teil.
Im Jahr 1717 wechselte er in kaiserliche Dienste. Bei der Belagerung von Messina wurde er verwundet. In der Folge wurde er Hauptmann, Major (1717) und Oberstleutnant (1732). Er nahm zwischen 1733 und 1736 während des Polnischen Thronfolgekrieges an den Feldzügen gegen Frankreich auf dem italienischen Kriegsschauplatz teil. Zum Oberst ernannt, erhielt er 1736 das Regiment Fürstenbusch. Zwischen 1736 und 1739 kämpfte er im Russisch-Österreichischen Türkenkrieg und wurde 1739 zum Generalmajor befördert.
Danach wechselte er zeitweise in den Dienst des Großherzogtums Toskana und befehligte 1741 eine Infanteriebrigade. Ein Jahr später diente er in der böhmischen Armee. Er wurde in der Schlacht bei Czaslau schwer verwundet. Im zweiten schlesischen Krieg diente er 1744 in der Armee des Prinzen von Lothringen. Dabei nahm er die preußisch besetzte Festung Tábor ein. In der Schlacht bei Soor im Jahr 1745 kommandierte er eine Brigade auf dem linken Flügel. Im Verlauf der Schlacht musste er seine Stellung räumen. Dabei erlitt er eine schwere Kopfwunde und verlor Teile seiner Hirnschale. An dieser Stelle wurde eine Silberplatte gesetzt.
Im Jahr 1746 wurde er zum Feldmarschallleutnant ernannt. Nachdem 1747 ein Großteil der Vereinigten Niederlande an die Franzosen gefallen war, erbaten die Generalstaaten Marschall von Burgholzhausen von Maria Theresia, damit dieser die Verteidigung eine ihrer letzten Festungen, die Stadt Maastricht, übernehmen würde. Ihm gelang es die Festung 1749 gegen den Marschall von Sachsen mehrere Wochen zu halten. Erst nach dem Aachener Frieden übergab er die Stadt.
Maria Theresia ernannte ihn zum Feldzeugmeister und zum Geheimen Rat. Im Jahr 1755 wurde er Gouverneur von Luxemburg. Mit dem Ausbruch des Siebenjährigen Krieges wurde er 1756 der Armee unter Daun zugeordnet. In der Schlacht bei Kolin befehligte er die Infanterie auf dem rechten Flügel und trug nicht unmaßgeblich zum günstigen Ausgang der Schlacht bei. Im selben Jahr deckte er mit 10.000 Mann den Angriff von Haddick auf Berlin. Er verteidigte 1758 nach dem überraschenden Vormarsch Friedrich II. nach Olmütz die Stadt. Die schwere Belagerung dauerte vom Mai bis Juli. Friedrich II. sah sich schließlich gezwungen wegen Nachschubmangels die Belagerung abzubrechen.
Franz I. erhob Marschall von Burgholzhausen in den Reichsgrafenstand. Nach dem Ende des Siebenjährigen Krieges übernahm er erneut das Amt eines Gouverneurs von Luxemburg.
Er lebte später vorwiegend auf seinen Gütern und war Domdechant zu Naumburg. Er erlitt 1768 einen Schlaganfall und starb 1771 in Altenburg. Nach dem Tod wurde seine Leiche nach Naumburg überführt und im Naumburger Dom begraben. Er war mit Henriette Sophie, verwitwete von Einsiedel, geb. von Schönberg verheiratet. Mit dieser hatte er vier Kinder, von denen zwei Söhne ihn überlebten. Einer der Söhne war August Dietrich von Marschall auf Burgholzhausen.